# Ochthebius caspius
Ochthebius caspius är en skalbaggsart som beskrevs av Manfred A. Jäch 1992. Ochthebius caspius ingår i släktet Ochthebius och familjen vattenbrynsbaggar. Inga underarter finns listade i Catalogue of Life.